# Miniwelt

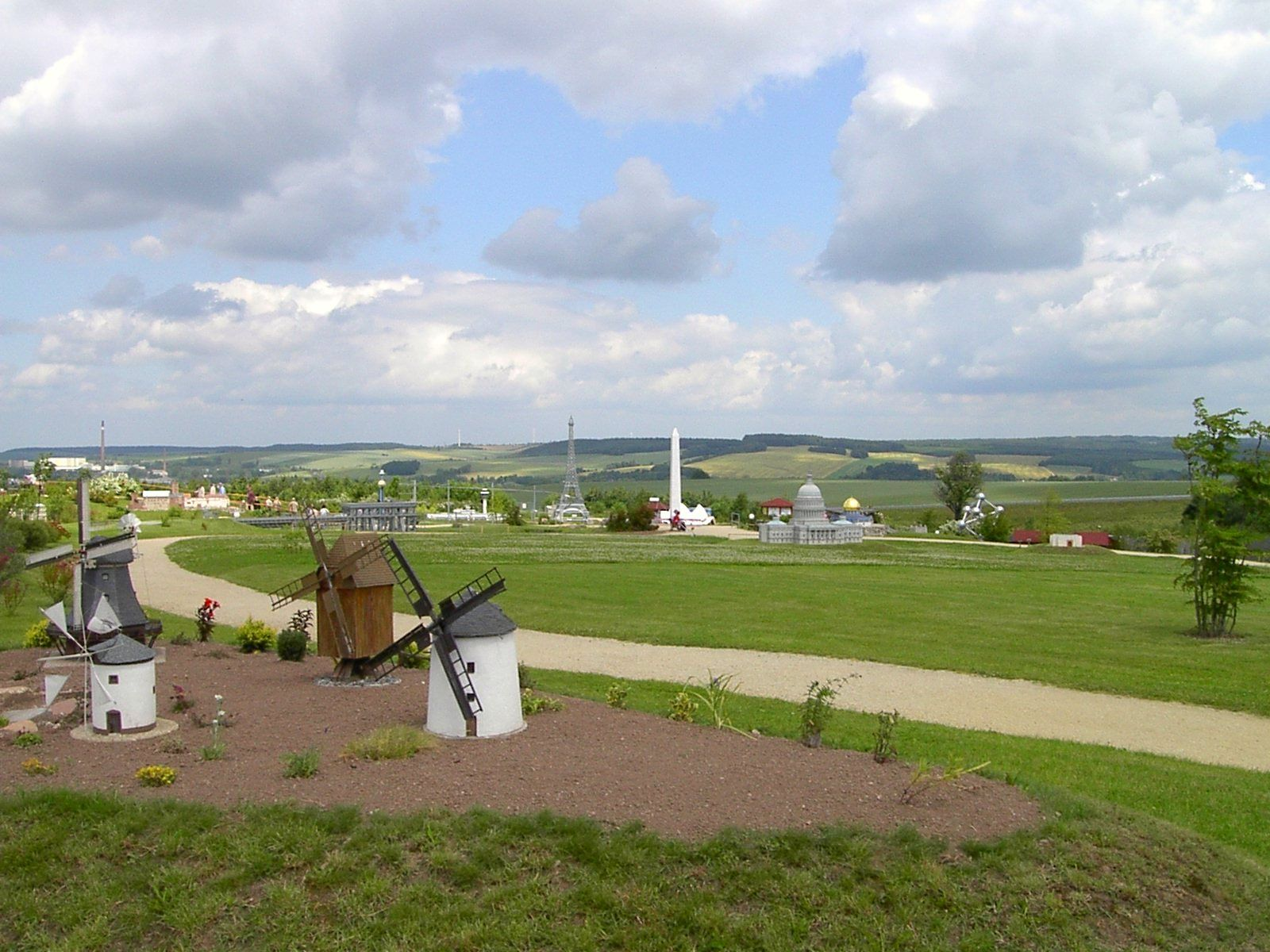
Miniwelt, Juni 2004

Die Miniwelt ist ein Miniaturpark in Lichtenstein (Sachsen), der im Juli 1999 eröffnet wurde und seitdem über zwei Millionen Besucher hatte. Der Park bietet auf einer Fläche von über 40.000 m² Miniaturmodelle von berühmten Bauwerken weltweit in einem Maßstab von 1:25.

## Einzelne Daten

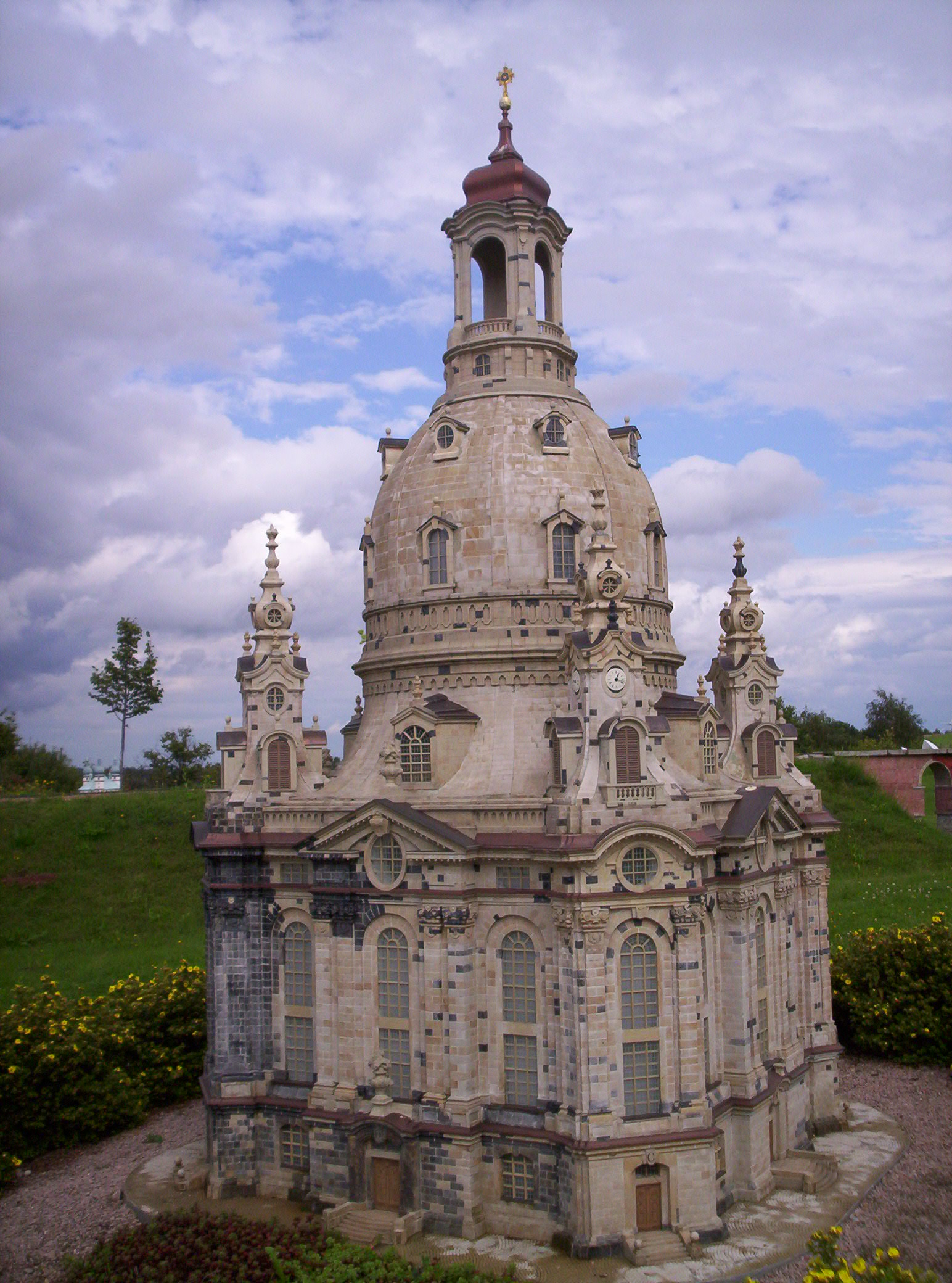
Die Dresdner Frauenkirche in der Miniwelt

- In der Miniwelt stehen über 100 Bauwerke.
- Das höchste Modell in der Miniwelt ist der Berliner Fernsehturm mit einer Höhe von 14,60 m.[1]
- Das flächenmäßig größte und zugleich das schwerste Modell ist die rund zehn Tonnen schwere Cheops-Pyramide mit einer quadratischen Grundfläche von 83,91 m².[1]
- Das kleinste Modell ist der Nachbau eines Oberlausitzer Umgebindehauses.[1]
- Das längste Modell ist die Göltzschtalbrücke; der Modellnachbau ist 22,96 Meter lang.[1]
- Die Modelle werden zum Großteil aus Naturmaterialien hergestellt. Bei einigen Modellen stammen Teile der verwendeten Materialien direkt aus derselben Quelle, aus der auch die Ressourcen für den Bau des Originals stammen. Kleinere Skulpturen innerhalb der Modelle werden aus Kunststoffen gegossen.
- Auf dem Gelände der Miniwelt befinden sich noch rund 20.000 m² unbebautes Gebiet für Modelle, welche noch in Planung sind.
- Seit der Gründung 1999 sind jährlich mehrere Modelle hinzugekommen. Das vorläufige Ziel ist es, insgesamt 160 Modelle zu bauen.

## Ausgewählte Modelle
In der Miniwelt sind u. a. folgende Modelle zu finden:
- Akropolis (Athen)
- Atomium
- Basilius-Kathedrale
- Berliner Fernsehturm
- Borobudur
- Brandenburger Tor
- Burg Eltz
- Cheops-Pyramide
- Dresdner Frauenkirche
- Eiffelturm
- Freiheitsstatue
- Holstentor
- Kapitol (Washington)
- Leuchtturm von Alexandria
- Oper von Sydney
- Pyramide des Kukulcán
- Schiefer Turm von Pisa
- Stabkirche Borgund
- Taj Mahal
- Triumphbogen
- Völkerschlachtdenkmal
- Wartburg
- Wuppertaler Schwebebahn

## Schauwerkstatt

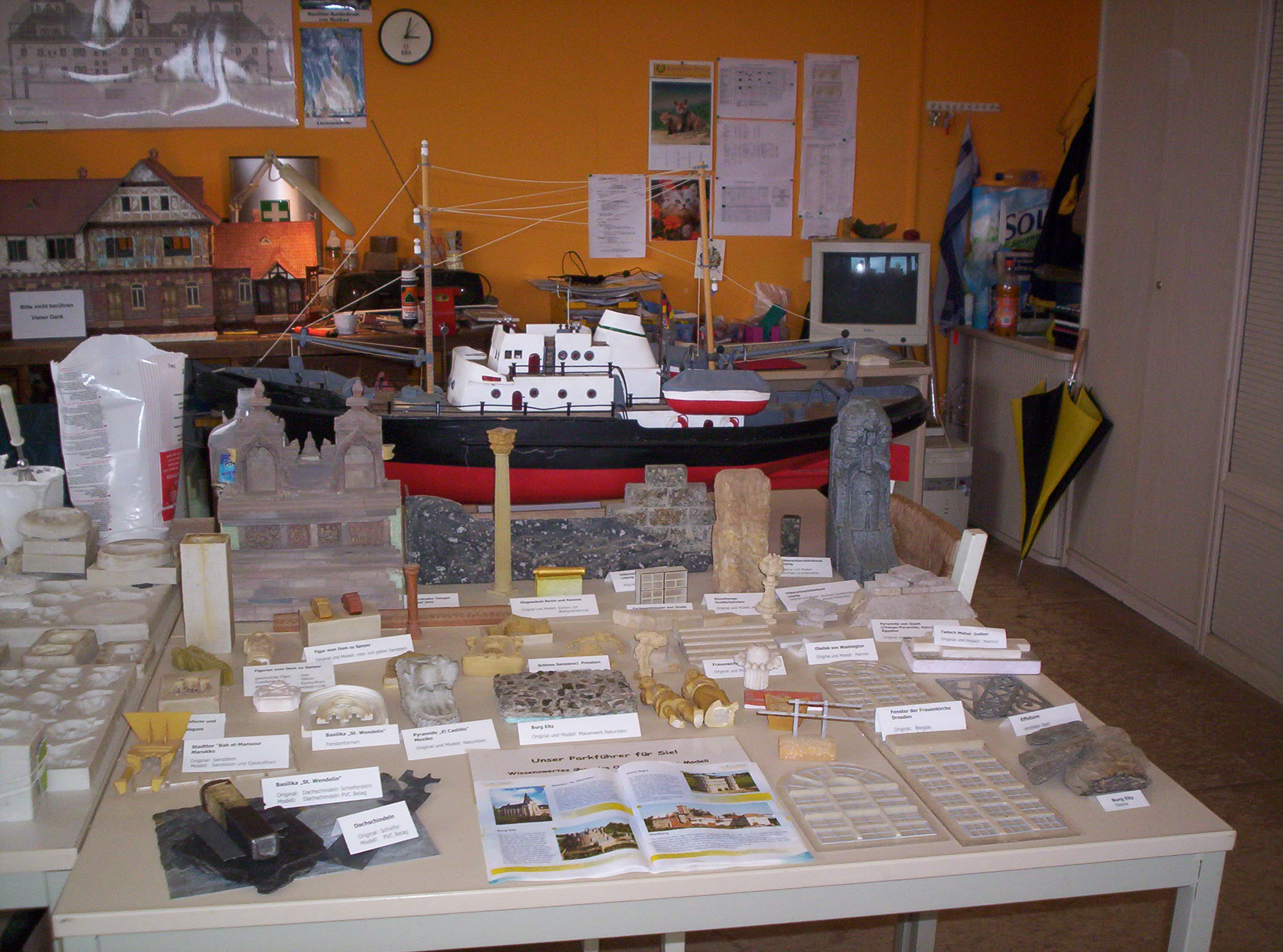
Die Schauwerkstatt

Besucher der Miniwelt können auch die Schauwerkstatt besichtigen, in welcher man Einsicht in die Produktion einiger Bauwerke bekommt.

## Gastronomie
Von der Miniwelt aus kommt man direkt in die Gaststätte Am Tor zur Welt.

## Minikosmos
Ende Januar 2007 wurde neben der Miniwelt der Minikosmos eröffnet, welche im ersten halben Jahr etwa 20.000 Besucher hatte.